# Julián Bazán
Julián Andrés Bazán Medina (ur. 25 listopada 2005 w Pereirze) – kolumbijski piłkarz występujący na pozycji środkowego obrońcy, od 2024 roku zawodnik Deportivo Pereira.